# Музей апартеида

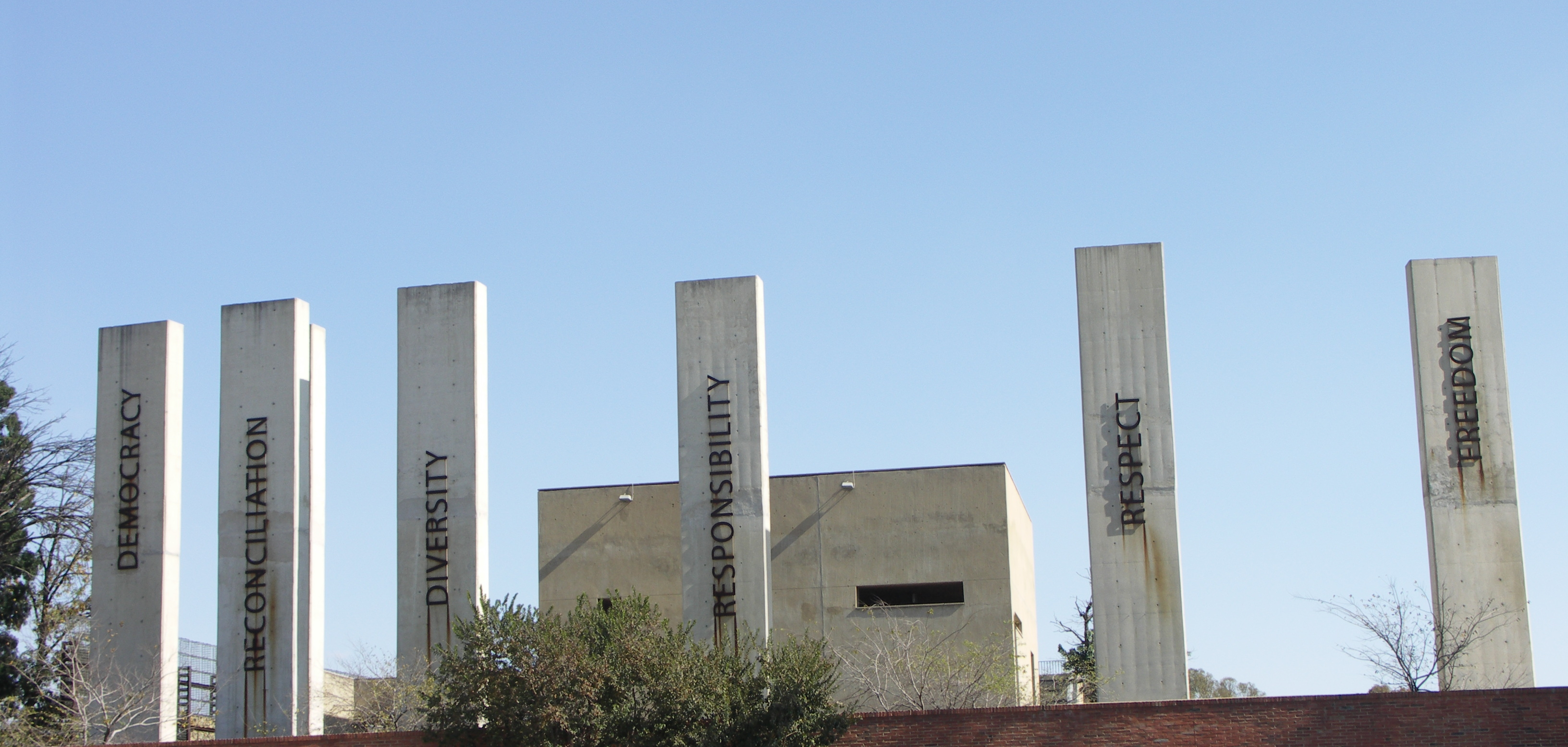
Музей апартеида

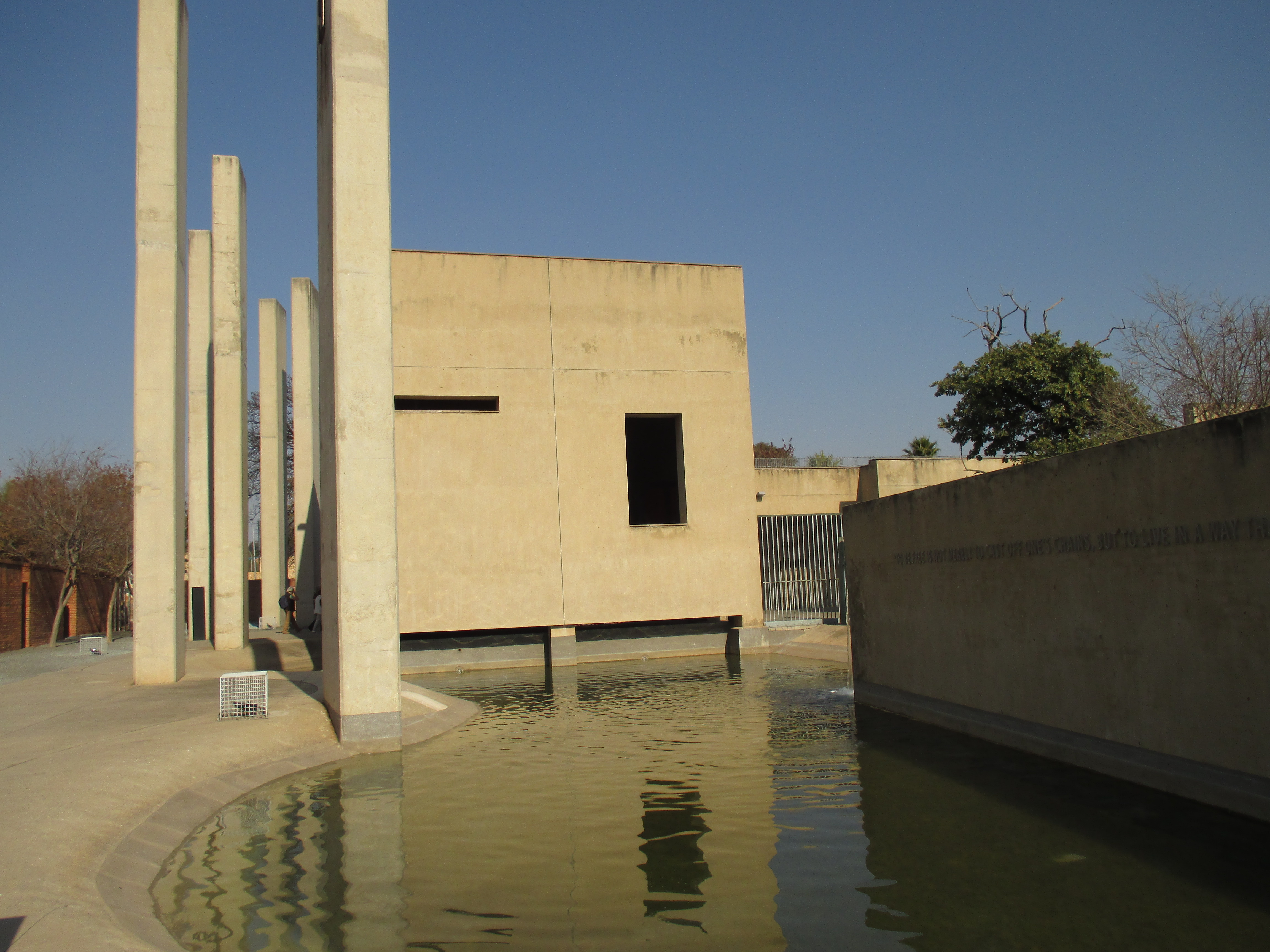
Музей апартеида

Музе́й апартеи́да (англ. Apartheid Museum) — музей расположенный в городе Йоханнесбург в Южно-Африканской Республике. Был открыт в ноябре 2001 года и рассказывает о режиме апартеида, господствовавшего в ЮАР в XX веке.

## Апартеид
Система апартеида, основанная на расовой сегрегации, существовавшая в Южно-Африканской Республике (до 1961 года — Южно-Африканский Союз, ЮАС) с 1948 по 1994 год, пока при власти находилась Национальная партия. Всё население было по закону разделено на четыре группы: чернокожие африканцы, белые, азиаты (главным образом индийцы) и «цветные». В ходе внедрения системы апартеида чернокожие жители ЮАР были лишены почти всех гражданских прав. Сопротивление против этой системы привели к восстаниям чернокожего населения ЮАР, которые всегда жестоко подавлялись. Из-за апартеида Южно-Африканская Республика испытывала сильное международное давление, против ЮАР были наложены экономические санкции. К началу 1990-х годов в сознании правящей элиты ЮАР стали происходить перемены и президент ЮАР Фредерик де Клерк объявил всеобщие демократические выборы. Они состоялись 26—29 апреля 1994 года. Победил АНК, получив поддержку большинства избирателей — 63 %. Национальная партия набрала 21 % голосов. 9 мая 1994 года Национальная ассамблея избрала президентом ЮАР Нельсона Манделу. Продолжавшийся почти 45 лет период апартеида в ЮАР завершился.

## История
Музей был построен в рамках программы по привлечению туристов компанией «Голд Риф Сити» в 2001 году.
До 1994 года азартные игры в ЮАР были запрещены и все казино находились на территории бантустанов. Однако после прихода к власти Африканского национального конгресса система бантустанов была ликвидирована. По договоренности с правительством компания «Голд Риф Сити», чтобы получить лицензию, обязывалась построить музей. Затраты на строительство музея апартеида составили около 80 млн Южноафриканских рэндов.

## Описание
Постоянная экспозиция совершает экскурс по сорокашестилетней истории апартеида с момента его утверждения в 1948 до отмены в 1994 году. Выставка показывает какой была власть белого меньшинства, развитие «чёрной общины» и её сопротивление против режима. Помимо выставок музей имеет в своём архиве различные документы, фотографии, плакаты и фильмы.